# Jessica Parker Kennedy
Jessica Parker Kennedy, född 3 oktober 1984 i Calgary, Alberta är en kanadensisk skådespelare.
Kennedy har bland annat medverkat i TV-serierna Black Sails (2014-2017) och The Flash (2018-2023). Hon har även medverkat i filmen Cam från 2018.

## Filmografi (i urval)
- 2008 – Another Cinderella Story
- 2011 – In Time
- 2011–2012 – The Secret Circle (TV-serie)
- 2014–2017 – Black Sails (TV-serie)
- 2018–2023 – The Flash (TV-serie)
- 2018 – Cam
- 2023 – Percy Jackson och olympierna (TV-serie)